# 春咲りょう
りょう（1997年7月21日 - ）、旧芸名：春咲りょうは、日本の元AV女優。

## 略歴
2017年8月にAVデビュー。
2018年2月よりプレステージ専属となる。
2020年2月19日、ツイキャスにて3月でプレステージ専属を卒業すること、および専属の撮影終了から卒業までの期間企画単体女優として活動し、その撮影分の作品リリースをもって引退を発表。
2020年4月21日、ツイキャス内にて所属事務所との契約を終了していたことを発表。合わせてTwitterを新アカウント(本人管理)に移行。実際の誕生日が1997年7月21日であることも明かす。
企画単体女優としてDVD作品を9作品、VR作品を6作品（オムニバス含む）リリース。2020年7月30日発売のVR作品「ヤミツキになる絶頂リピート 腰が壊れても終わらないPtoM性交」が単体名義としては事実上の引退作品となる。
2020年7月15日、インスタにてAV女優引退を正式発表。
2020年8月、春咲りょうとしての作品リリース終了後、「りょう」に改名。
2020年8月22日、23日にりょう@元春咲りょうとして関西トレンド書店主催のラストイベントを開催。
2021年1月22日、有村のぞみとのコラボ写真集プロジェクトを開始。

## 人物
茨城県出身。
趣味・特技はYouTubeを見ること、ライブ。
初体験は高校2年の時で、相手は同級生の彼氏。
元々AV女優が好きでAVの世界に興味を持ち、誘いを受けたことからAV女優となった。好きなAV女優は明日花キララと園田みおん。
血液型はO型と公称されており、本人も22年間そう思っていたが、アレルギー検査の結果B型であることが判明した（2020年4月28日インスタライブにて）。

## 出演作品

### アダルトDVD
2017年
- 新・素人娘、お貸しします。 VOL.69（8月4日、プレステージ）
- ひたすら顔射 ひたすらシリーズ No.022（9月1日、プレステージ）
- ありのままの、アナタのAV撮らせてください。 AV女優せきらら地元密着ドキュメント 1（11月10日、プレステージ）

2018年
- 僕のセフレは同じ学校に通う姉 家も学校もずっと一緒の、強気姉と毎日セックス（2月16日、プレステージ）
- 天然成分由来 春咲りょう汁 120% 49（3月23日、プレステージ）
- ラグジュTV×PRESTIGE PREMIUM 10（3月23日、プレステージ）※オムニバス作品「佐々木遥」名義
- 女子マネージャーは、僕達の性処理ペット。 028（4月27日、プレステージ）
- 春咲りょうの極上筆おろし 21（5月25日、プレステージ）
- 絶対的鉄板シチュエーション 10（6月15日、プレステージ）
- 五ツ星ch 激エロ女子大生SP 19（7月6日、プレステージ）※オムニバス作品「りょう」名義
- スポコス汗だくSEX4本番! ACT.17 体育会系・春咲りょう（7月27日、プレステージ）
- 人生初・トランス状態 激イキ絶頂セックス 47（8月24日、プレステージ）
- 本番オーケー!? 噂の裏ピンサロ 03（9月28日、プレステージ）
- 顔射の美学 04（10月26日、プレステージ）
- なま なかだし 26（11月23日、プレステージ）
- 春咲りょう 8時間 BEST PRESTIGE PREMIUM TREASURE vol.01（12月7日、プレステージ）※ベスト版
- 風俗タワー 性感フルコース 3時間SPECIAL ACT.26（12月28日、プレステージ）

2019年
- 彼女のお姉さんは、誘惑ヤリたがり娘。 18（1月25日、プレステージ）
- 神イカせ 完全ガチ拘束強制アクメ 08（2月22日、プレステージ）
- ひたすら生でハメまくる、終らない中出し性交。（3月22日、プレステージ）
- 春咲りょうがご奉仕しちゃう超最新やみつきエステ 42（4月26日、プレステージ）
- 超！透け透けスケベ学園 CLASS 01（5月24日、プレステージ）
- スプラッシュりょう（6月28日、プレステージ）
- 春咲りょう ラッキースケベ 8（7月26日、プレステージ）
- 働く痴女系お姉さん vol.10（8月23日、プレステージ）
- 春咲りょう 8時間 BEST PRESTIGE PREMIUM TREASURE vol.02（8月30日、プレステージ）※ベスト盤
- 僕とりょうの異世界性活（9月27日、プレステージ）
- チート級にエロ可愛い春咲りょうが全力で誘惑してくる夢の5シチュエーション（10月25日、プレステージ）
- 中出し やりたい放題 2（11月22日、プレステージ）
- 中出し 射精執行官 03（12月27日、プレステージ）

2020年
- エンドレスセックス ACT.12（1月24日、プレステージ）
- 春咲りょう 8時間 BEST PRESTIGE PREMIUM TREASURE vol.03（2月14日、プレステージ）※ベスト盤
- ヤリ過ぎ中出し温泉 File.03（2月28日、プレステージ）
- 伝説の超高級サロン 究極のM性感 秘密倶楽部（3月27日、プレステージ）
- 僕を助けてくれる幼なじみがいじめっこに犯されているのを見て勃起した（5月1日、ムーディーズ）
- 夫と子作りSEXをした後はいつも義父に中出しされ続けています…。（5月7日、マドンナ）
- 本番なしのマットヘルスに行って出てきたのは隣家の高慢な美人妻。弱みを握った僕は本番も中出しも強要！店外でも言いなりの性奴隷にした（5月13日、溜池ゴロー）
- 都合のいい愛人ギャル オヤジ大好きねっちょりSEXを求めるビッチと朝まで中出し不倫04（5月19日、kira☆kira）
- 股もアナルもオマ○コもガン開き！見せつけ悩殺！黒尻ギャル痴女ナース 褐色アナル見せつけ杭打ち騎乗位にEDチ○ポも極楽射精！（5月19日、エムズビデオグループ）
- 女教師逆NTR 修学旅行先の相部屋でこっそり何度も騎乗位中出し（5月25日、痴女ヘブン）
- 愛が無いのに何度も中出し！逆肉オナホ扱い強制種付け痴女お姉さん（5月25日、本中）
- 春咲りょうの凄テクを我慢できれば生★中出しSEX（6月1日、ワンズファクトリー）
- 母親の再婚相手のオジサンに毎日レイプされています。（6月7日、アタッカーズ）
- 春咲りょう 8時間 BEST PRESTIGE PREMIUM TREASURE vol.04（9月4日、プレステージ）※ベスト盤

### アダルトサイト
MGS動画
- 【初撮り】ネットでAV応募→AV体験撮影 342（2017年6月16日、シロウトTV）※「りょう」名義
- ラグジュTV 692（2017年6月18日、ラグジュTV） ※「佐々木遥」名義
- ※胸熱注意【春咲りょう】家族の旅行中に幼なじみとイチャイチャSEX（2018年5月23日、プレステージプレミアム）

### VR
- 「絶対に、声出しちゃダメだよ…?」 誘惑囁きナースと禁断セックス!!（2018年6月8日、プレステージ）
- 「Hな事、いろいろ教えて…?」 幼なじみ制服JKの人生初セックス!!（2018年7月13日、プレステージ）
- デリバリーする度にひたすら妄想し続けた、とにかく綺麗なイイ女とのエロすぎる猥談（2020年6月25日、KMPVR-彩-）
- 尻揉み（2020年7月11日、KMPVR）※オムニバス作品
- ヤミツキになる絶頂リピート 腰が壊れても終わらないPtoM性交（2020年7月30日、KMPVR-bibi-）
- Tバックに窒息するまで顔騎されるVR（2020年8月12日、KMPVR）※オムニバス作品
- まんぐりの時間（2020年8月25日、KMPVR）※オムニバス作品
- 女子校生女体観察VR（2020年9月12日、KMPVR）※オムニバス作品

### イメージDVD
- Ryo うららかスプリング（2018年11月8日、REbecca）

### 電子書籍
- 僕のセフレは同じ学校に通う姉（2018年9月14日、プレステージ出版）
- びしょびしょ（2018年12月14日、プレステージ出版）
- Ryo うららかスプリング（2019年10月9日、REbecca）
- 春咲りょうに中出しやりたい放題（2020年5月15日、プレステージ出版）
- 強制中出し執行官（2020年5月15日、プレステージ出版）
- とってもエッチなラッキーシチュエーション（2020年6月12日、プレステージ出版）
- 春咲さんがめっちゃ全力で誘惑してくる件（2020年6月19日、プレステージ出版）
- 一泊二日、ひたすら中出し秘密旅行。 (2020年7月3日、プレステージ出版)
- 妹の彼氏を誘惑するエッチなお姉さん（2020年7月17日、プレステージ出版）
- 完全拘束（2020年7月24日、プレステージ出版）
- ひたすら潮噴き（2020年7月24日、プレステージ出版）
- 透け透け私立ドスケベ学園（2020年8月14日、プレステージ出版）
- 春咲りょうと僕のとっても卑猥な中出し旅行（2020年8月21日、プレステージ出版）
- 欲望を満たす、絶頂風俗フルコース（2020年9月11日、プレステージ出版）
- 狂乱性交-Fuckin’ Frenzy-（2020年10月2日、プレステージ出版）
- ご褒美射精！超高級秘密倶楽部（2020年10月23日、プレステージ出版）
- PRESTIGE POSE MESSAGE 春咲りょう 01（2020年12月11日、プレステージ出版）
- PRESTIGE POSE MESSAGE 春咲りょう 02（2020年12月11日、プレステージ出版）
- スポコスに欲情してヤリまくる汗ダク性交（2020年12月18日、プレステージ出版）
- 裏ピンサロ（2020年12月25日、プレステージ出版）
- 顔射欲（2020年12月25日、プレステージ出版）
- PRESTIGE POSE MESSAGE 春咲りょう 03（2021年1月1日、プレステージ出版）
- 絶頂オーガズムセックス（2021年1月1日、プレステージ出版）
- 春咲りょうの膣にどっぷり大量射精。（2021年1月8日、プレステージ出版）
- 誘惑 ワーキングレディ（2021年1月8日、プレステージ出版）
- Sexual Another World〜春咲りょうの場合〜（2021年1月8日、プレステージ出版）
- ボクらのHな妄想、叶えます！！（2021年1月29日、プレステージ出版）
- PRESTIGE POSE MESSAGE 春咲りょう 04（2021年4月23日、プレステージ出版）
- PRESTIGE POSE MESSAGE 春咲りょう 05（2021年6月4日、プレステージ出版）
- PRESTIGE POSE MESSAGE 春咲りょう 06（2021年6月11日、プレステージ出版）
- DX EDITION 学園編 （2021年7月2日、プレステージ出版）
- SOFT EDITION （2021年7月16日、プレステージ出版）
- ヤレる超高級エステ最旬コスプレ濃厚サロン （2021年10月8日、プレステージ出版）
- DX EDITION サロン編 （2022年3月4日、プレステージ出版）
- りょうマネージャーのエッチなお仕事。（2022年11月18日、プレステージ出版）
- 春咲りょうがアナタの初めて奪ってあげる！！（2023年3月3日、プレステージ出版）

## 出演

### テレビ
- ケンコバのバコバコテレビ（2018年3月,5月、サンテレビ）